# Arabisk nationalisme
 Der er for få eller ingen kildehenvisninger i denne artikel, hvilket er et problem. Du kan hjælpe ved at angive troværdige kilder til de påstande, som fremføres i artiklen.

Arabisk nationalisme er en nationalistisk ideologi, som var udbredt blandt arabere i det 20. århundrede. Den var baseret på en opfattelse af, at landene fra Marokko til Den arabiske halvø skulle være forenede ved deres fælles sproglige, kulturelle og historiske arv. Panarabisme er en nært tilknyttet ideologi, som kæmper for dannelsen af en enkelt arabisk stat, men langt fra alle arabiske nationalister er tillige panarabister. Arabisk uafhængighed bruges om fjernelse eller minimering af al direkte vestlig påvirkning i Mellemøsten, og opløsningen af styrer i Den arabiske verden, som anses at være afhængige af støtte fra vesten til skade for deres lokalbefolkninger.
Den arabiske nationalisme modvirkes af splittelsen af islam i to retninger, sunni og shia, som indbyrdes bekæmper hinanden. Der har gennem tiden været flere forsøg på at føre en politisk baseret på arabisk nationalisme, men de har som regel været kortvarige.